# Apion (Pseudaplemonus) limonii
Apion (Pseudaplemonus) limonii is een keversoort uit de familie van de Apionidae. De wetenschappelijke naam van de soort is voor het eerst geldig gepubliceerd in 1808 door Kirby.